# Цахілова Земфіра Аврамівна
Земфіра Аврамівна Цахілова (осет.; Цъæхилты Аврамы чызг Земфирæ; нар.. 24 квітня 1943, Алагир, Північно-Осетинська АРСР, Російська РФСР, СРСР) — радянська і російська акторка театру і кіно, педагог. Член Правління Центрального будинку працівників мистецтв. Заслужена артистка Північно-Осетинської АРСР і Заслужений діяч мистецтв Республіка Північна Осетія-Аланія.

## Біографія
Народилася 1943 року в м. Алагирі, в Північній Осетії.
У 1966 році закінчила Театральне училище імені Бориса Щукіна (курс Б. Є. Захави та А. В. Борисова). Під час навчання грала в театрі Вахтангова. Потім працювала в Театр імені Моссовєта. Наприкінці 1960-х років у колективі театру поряд з Вадимом Бероєвим і Тетяною Бестаєвою входила до так званого «осетинського кишлака» — групи молодих, але вже дуже популярних артистів.
У 1970-х роках залишила театр, цілком пішовши в кінематограф. З 1966-го по 1982-й зіграла більше 30 ролей в радянських та українських фільмах.
Роль у фільмі «Чому ти мовчиш?» Гасана Сеїдбейлиі кіностудії Азербайджанської РСР, визначила амплуа актриси — надалі її стали часто запрошувати на ролі красунь, представниць південних і східних народів СРСР: так, її героїнями були молдаванка, азербайджанка, грузинка, таджичка, румунка, осетинка, а також француженка і у фільмі Капітан Немо — індіанка.
У 1993-му році заснувала Центр Розвитку Естетики і Краси «Катюша», некомерційний освітній заклад для дітей з 4-х до 17 років.

Талановита, темпераментна, приголомшливо красива
— Володимир Долінський
Чоловік — доктор економічних наук і підприємець Георгій Цаголов. Двоє синів і дочка.

## Фільмографія
1. 1966 — Слідство триває —  Мустафаєва, лейтенант міліції
2. 1966 — Чому ти мовчиш? — Сурейя
3. 1966 — Два квитки на денний сеанс — Тоня, журналістка
4. 1967 — Людина кидає якір —  Аділя
5. 1968 — Жив чоловік —  Маро
6. 1969 — Десять зим за одне літо —  Санда
7. 1970 — Останній сніг (короткометражний) —  вчителька Чабахан Басієва
8. 1970 — Вибух уповільненої дії
9. 1971 — Червона заметіль —  Текла Кожокару
10. 1972 — Пропала грамота —  Одарка
11. 1972 — Останній гайдук —  Вероніка
12. 1973 — Коли людина посміхнулася —  Інга
13. 1975 — Серед літа —  Марія
14. 1975 — Капітан Немо —  дружина Немо
15. 1977 — Зустріч проїздом (короткометражний) —  Заїру
16. 1977 — Скажи, що любиш мене! —  Земфіра-ханум
17. 1978 — Під сузір'ям Близнюків —  Тетяна Володимирівна
18. 1981 — Післязавтра, опівночі —  Ельміра Агабекова
19. 1982 — Граки —  Віра Загоруйко
20. 1983 — Раптовий викид
21. 1985 — Джерело, що говорить —  Гульсара
22. 1986 — Додатковий прибуває на другий шлях —  Абдуллаєва
23. 2016 — Збрешеш — помреш —  Євгенія Петрівна

## Нагороди та звання
- Орден «Слава Осетії».
- Медаль «У пам'ять 850-річчя Москви».
- Заслужена артистка Північно-Осетинської АРСР.
- Заслужений діяч мистецтв Республіка Північна Осетія-Аланія.
- Орден Ломоносова в галузі літератури і мистецтва.
- Медаль громадського руху «Росія» «За заслуги».
- Орден «Надбання республіки».
- Медаль «Меценат століття».
- Дійсний член Петровської академії наук і мистецтв.